# آدونتوس
آدونتوس (انگلیسی: Adventus) جشن مراسمی بود که برای ورود (لاتین(⎘ لاتین): adventus) یک امپراتور روم یا دیگر مقامات بلندپایه به یک شهر برگزار می‌شد. ماجراجویی امپریالیستی «مراسم ویژه» آن دوره بود، که هم ورود امپراتور و هم برکت حضور امپراتوری در امنیت شهر را جشن می‌گرفت. از این گونه مراسم همچنین برای اشاره در نقش‌برجسته‌ها، از جمله سکه‌ها استفاده می‌شود.